# الحمامات
الحمامات (به عربی: الحمامات) شهری در استان نابل کشور تونس است که جمعیت آن در سرشماری سال ۲۰۰۴ میلادی ۶۳٫۱۱۶ نفر بوده‌است.